# Mosquiter del Pamir
El mosquiter del Pamir (Phylloscopus griseolus) és una espècie d'ocell de la família dels fil·loscòpids (Phylloscopidae). Es troba a Índia, Nepal, el Pakistan, Afganistan i altres països de l'Àsia central. Els seus hàbitats principals són els boscos tropicals i subtropicals de frondoses humits de les terres baixes, els matollars temperats i els roquissars. El seu estat de conservació es considera de risc mínim.